# 15 de la Sageta
15 de la Sageta (15 Sagittae) és un estel en la constel·lació de la Sageta, localitzada al sud de γ Sagittae, nord-oest de ρ Delphini i nord-est d'Altair (α Aquilae). Té magnitud aparent +5,80 i es troba a 58 anys llum del sistema solar. Forma un sistema binari amb un nan marró, descobert en 2002.
15 Sagittae és un nan groc de tipus espectral G0V amb una temperatura efectiva compresa entre 5853 i 5944 K. La seva lluminositat és un 31 % major que la del Sol i també és més massiva que aquest, amb una massa de 1,11 masses solars. Té un radi de 1,05 ± 0,02 radis solars.
De metal·licitat comparable a la solar ([M/H] = +0,02), els nivells de diversos elements avaluats com sodi, silici, titani i níquel són pràcticament iguals als trobats en el Sol. No existeix acord quant a la seva edat; encara que inequívocament més jove que el Sol —l'edat del qual és de 4600 milions d'anys—, diferents mètodes situen la seva edat entre 2660 i 3160 milions d'anys. A partir del seu període de rotació —13,94 dies— s'ha estimat la seva edat mitjançant girocronologia, resultant ser d'aproximadament 1700 milions d'anys, significativament menor que la estimada per altres mètodes.

## Company subestel·lar
En 2002 s'ha descobert l'existència d'un nan marró, denominat 15 Sagittae b, en òrbita al voltant de 15 Sagittae. Observat a 0,79 segons d'arc de l'estel principal, la separació mitjana entre tots dos objectes és de 18,3 ± 0,5 ua, i la seva massa mínima és 68 vegades major que la de Júpiter. El seu període orbital és de 73,3 anys i la inclinació orbital respecte a l'observador terrestre és de 97,3º.
| Acompanyant (En ordre des de l'estrella) | Massa (MJ) | Període orbital(dies) | Semieix major(ua) | Excentricitat |
| ---------------------------------------- | ---------- | --------------------- | ----------------- | ------------- |
| 15 Sagittae b                            | > 68,7     | 73,3                  | 18,3 ± 0,5        | -             |